# La Niña Tour
La Niña Tour fue la segunda gira de conciertos de la artista granadina Lola Índigo. Tras el éxito de su primer disco en el mercado Akelarre, la cantante y bailarina se embarca en esta gira en grandes pabellones, plazas de toros y grandes auditorios como parte de promoción a su segundo y esperado álbum de estudio: La Niña (publicado en julio de 2021).
Esta gira arrancó su primera etapa durante la última semana de junio en un festival en Calafell, apenas una semana antes del lanzamiento oficial del disco que le da nombre. Dicha etapa se mantuvo activa durante todo el año 2021, finalizando en diciembre del mismo en Tarragona.
La segunda etapa de la gira tendrá lugar en 2022 y estará formada por shows en los principales festivales estivales de nuestro país. Para esta etapa también está previsto un concierto único y exclusivo que servirá como cierre y fin de la era La Niña. Este se celebrará en el mes de mayo en el Palau Sant Jordi de Barcelona, y contará con invitados nacionales e internacionales, récord de bailarines y, por primera vez, banda en directo acompañando a Lola Índigo.

## Repertorio
El repertorio de La Niña Tour se dio a conocer oficialmente en el concierto celebrado en el WiZink Center de Madrid el 17 de julio, pues se trató del primer concierto oficial fijado en una fecha posterior a la salida del álbum y el resto de canciones que hasta ahora no se conocían (2 de julio).
Las canciones que componen el show son:
1. La niña de la escuela.
2. Culo.
3. Mala cara.
4. El Humo (extractos) + Trendy.
5. Cash.
6. La llorera + Cómo te va?.
7. Killa (Ring Ring).
8. Maldición.
9. Santería.
10. Mujer Bruja.
11. Space Jam + Lola Bunny.
12. Tamagochi
13. Spice Girls + La Tirita.
14. Fuerte.
15. Calle.
16. Nada a nadie.
17. 4 besos.
18. Ya no quiero ná.
19. Spinelli.

## Fechas
| Primera etapa: La Niña Tour 2021     |                         |           |                                        |                                                       |
| Fecha                                | Ciudad                  | País      | Recinto                                | Información                                           |
| 24 de junio de 2021                  | Calafell                | España    | Parking Pavelló Joan Ortoll            | Calafell Beach Festival                               |
| 2 de julio de 2021                   | Valencia                | España    | Estadio Ciudad de València             | Les Nits del Ciutat                                   |
| 17 de julio de 2021                  | Madrid                  | España    | WiZink Center                          | SOLD OUT                                              |
| 21 de julio de 2021                  | Castro-Urdiales         | España    | Estadio Riomar                         | Festival Sónica 2021                                  |
| 6 de agosto de 2021                  | El Puerto de Sta. María | España    | Recinto Avenida de Europa              | Dsoko Fest 2021                                       |
| 11 de agosto de 2021                 | Elche                   | España    | Parking UMH-Av. Alcalde V. Quiles      | [ 9 ]                                                 |
| 15 de agosto de 2021                 | Úbeda                   | España    | Plaza de Toros de Úbeda                | FestMuve 2021                                         |
| 19 de agosto de 2021                 | Játiva                  | España    | Estadio de La Murta                    |                                                       |
| 21 de agosto de 2021                 | Vitoria                 | España    | Buesa Arena                            | [ 11 ]                                                |
| 22 de agosto de 2021                 | Bilbao                  | España    | Bilbao Arena-Miribilla                 | Las Noches del Bilbao Arena                           |
| 25 de agosto de 2021                 | Culleredo               | España    | Jardín Botánico Ría do Burgo           | Morriña Fest                                          |
| 28 de agosto de 2021                 | Logroño                 | España    | Plaza de Toros La Ribera               | Las Noches del Planeta Rioja                          |
| 3 de septiembre de 2021              | Marbella                | España    | Auditorio de Marbella-Starlite         | Starlite Festival 2021                                |
| 4 de septiembre de 2021              | Barcelona               | España    | Estadio Olímpico Lluís Companys        | Share Festival 2021                                   |
| 11 de septiembre de 2021             | Burriana                | España    | Pistas de Atletismo de Burriana        | Borriana Alive 21                                     |
| 25 de septiembre de 2021             | Peñíscola               | España    | Explanada del Puerto de Peñíscola      | [ 18 ]                                                |
| 9 de octubre de 2021                 | Granada                 | España    | Recinto Cortijo del Conde              | Granada Urbana 2021                                   |
| 16 de octubre de 2021                | Salamanca               | España    | Multiusos Sánchez Paraíso              | [ 20 ]                                                |
| 21 de octubre de 2021                | Sevilla                 | España    | Cartuja Center Cite                    | [ 21 ]                                                |
| 22 de octubre de 2021                | Córdoba                 | España    | Teatro de la Axerquía                  | [ 22 ]                                                |
| 27 de noviembre de 2021              | Zaragoza                | España    | Pabellón Príncipe Felipe               | [ 23 ]                                                |
| 16 de diciembre de 2021              | Barcelona               | España    | La Citi-Westfield La Maquinista        |                                                       |
| 18 de diciembre de 2021              | Tarragona               | España    | Tarraco Arena Plaza                    | [ 24 ]                                                |
| Segunda etapa: La Niña XXL Tour 2022 |                         |           |                                        |                                                       |
| 19 de marzo de 2022                  | Buenos Aires            | Argentina | Hipódromo de San Isidro                | Festival Lollapalooza Argentina                       |
| 9 de abril de 2022                   | Jerez de la Frontera    | España    | Circuito de Jerez-Ángel Nieto          | Primavera Trompetera 2022                             |
| 15 de mayo de 2022                   | Barcelona               | España    | Palau Sant Jordi                       | Concierto especial: La Niña XXL                       |
| 11 de junio de 2022                  | Torredelcampo           | España    | Auditorio Municipal de Torredelcampo   |                                                       |
| 12 de junio de 2022                  | Azuqueca de Henares     | España    | Complejo Deportivo San Miguel          |                                                       |
| 16 de junio de 2022                  | Santiago de Comp.       | España    | Recinto Monte do Gozo                  | Festival O Son Do Camiño 2022                         |
| 29 de junio de 2022                  | Badajoz                 | España    | Auditorio del Recinto Ferial           |                                                       |
| 24 de junio de 2022                  | Roma                    | Italia    | Piazza del Popolo                      |                                                       |
| 25 de junio de 2022                  | Valladolid              | España    | Antigua Hípica Militar                 | Conexión Valladolid 2022                              |
| 6 de julio de 2022                   | Pamplona                | España    | Plaza de los Fueros                    |                                                       |
| 8 de julio de 2022                   | Valencia                | España    | Ciudad de las Artes y las Ciencias     | Big Sound 2022                                        |
| 9 de julio de 2022                   | Torre del Mar           | España    | Recinto Playa de Poniente              | Weekend Beach Festival 2022                           |
| 13 de julio de 2022                  | Ceuta                   | España    | Recinto de Murallas Reales             |                                                       |
| 15 de julio de 2022                  | La Coruña               | España    | Estadio Abanca-Riazor                  | Morriña Festival 2022                                 |
| 16 de julio de 2022                  | Arriondas               | España    | Explanada Río Sella                    | Riverland Festival 2022                               |
| 21 de julio de 2022                  | Puerto de la Cruz       | España    | Explanada Muelle del Puerto            |                                                       |
| 23 de julio de 2022                  | Alcántara               | España    | Recinto del Convento de San Benito     |                                                       |
| 4 de agosto de 2022                  | El Puerto de Sta. María | España    | Recinto Ferial Las Banderas            | Puro Latino 2022                                      |
| 5 de agosto de 2022                  | Burriana                | España    | Recinto Playa El Arenal                | Arenal Sound 2022                                     |
| 6 de agosto de 2022                  | Cabra                   | España    | Auditorio Municipal Alcalde Juan Muñoz |                                                       |
| 8 de agosto de 2022                  | Vigo                    | España    | Auditorio de Castrelos                 | Este fue su concierto más multitudinario en solitario |
| 12 de agosto de 2022                 | Torrevieja              | España    | Parque Antonio Soria                   | Brilla Torrevieja 2022                                |
| 19 de agosto de 2022                 | Benidorm                | España    | Ciudad Deportiva Guillermo Amor        | Boombastic Festival 2022                              |
| 21 de agosto de 2022                 | Puigcerdá               | España    | Recinto Summerfest Cerdanya            | Summerfest Cerdanya 2022                              |
| 27 de agosto de 2022                 | Calviá                  | España    | Recinto Antiguo Aquapark               | Mallorca Live Summer 2022                             |
| 3 de septiembre de 2022              | Madrid                  | España    | Recinto Espacio Mad Cool               | CCME 2022                                             |
| 9 de septiembre de 2022              | Sotogrande-San Roque    | España    | Santa María Polo Club                  | Sotogrande Music Festival 2022                        |
| 16 de septiembre de 2022             | San Sebastián           | España    | Hipódromo Municipal de San Sebastián   | Donostia Festibala 2022                               |
| 20 de septiembre de 2022             | Oviedo                  | España    | Recinto Ferial La Ería                 |                                                       |
| 23 de septiembre de 2022             | Sevilla                 | España    | Cartuja Center CITE                    |                                                       |

## Conciertos no celebrados
| Fecha                   | Ciudad   | País   | Recinto                   | Información       | Motivo                                  | Estado                             |
| ----------------------- | -------- | ------ | ------------------------- | ----------------- | --------------------------------------- | ---------------------------------- |
| 1 de octubre de 2021    | Toledo   | España | Plaza de Toros de Toledo  | Toledo Alive 2021 | Descuerdo final, no llega a confirmarse | Cancelado                          |
| 8 de octubre de 2021    | Cáceres  | España | Recinto Hípico de Cáceres | Extremúsica 2021  | Pandemia de COVID-19                    | Cancelado                          |
| 12 de noviembre de 2021 | Zaragoza | España | Pabellón Príncipe Felipe  | [ 23 ]            | Coincidencia con LOS40 Music Awards     | Aplazado (27 de noviembre de 2021) |

## Artistas invitados
- 17 de julio, Madrid: Belén Aguilera interpretó la canción La tirita.
- 17 de julio, Madrid: Alba Reche interpretó la canción Nada a nadie.
- 17 de julio, Madrid: Jedet interpretó la canción Nada a nadie.
- 17 de julio, Madrid: Ms Nina interpretó la canción Nada a nadie.
- 6 de agosto, El Puerto de Sta. María: Macarena Ramírez, ganadora de The Dancer, bailó la canción No se toca (interpretada exclusivamente en este concierto).
- 6 de agosto, El Puerto de Sta. María: Álvaro de Luna interpretó la canción Cómo te va?.
- 4 de septiembre, Barcelona: Macarena Ramírez, ganadora de The Dancer, bailó la canción No se toca (interpretada exclusivamente en este concierto).
- 4 de septiembre, Barcelona: Jose y Duna, participantes de The Dancer, bailaron la canción Cómo te va?.
- 4 de septiembre, Barcelona: Aina Bisbal, participante de The Dancer, bailó la canción La Niña de la Escuela.
- 4 de septiembre, Barcelona: Doowap (grupo), participantes de The Dancer, bailaron la canción Fuerte.
- 4 de septiembre, Barcelona: Denise Rosenthal interpretó la canción Santería .
- 11 de septiembre, Burriana: Denise Rosenthal interpretó la canción Santería .